# Cotswold Olimpick Games
Cotswold Olimpick Games é uma competição anual que ocorre na 1a sexta-feira após o "Spring Bank Holiday" na região de Cotswolds.
Os jogos iniciaram-se provavelmente no ano de 1612, e continuam até hoje.
As "modalidades esportivas" incluídas nestes jogos, entre outras, são: corridas de cavalos, percurso com cães (corrida, saltos, danças), chute na canela, arremesso de marreta, luta com espada e Porrete, wrestling, etc. Estandes e barracas são erguidas para que jogos como xadrez e cartas sejam jogados, ao mesmo tempo em que ocorre o evento.